# Salamoia
La salamoia è una soluzione acquosa che ha salinità maggiore del 5% (soluzione satura intorno al 35%). Il termine salamoia è usato nel linguaggio comune per designare una soluzione di cloruro di sodio in acqua ad una concentrazione superiore a quella dell'acqua di mare, definita con salinità 3,5%.
Nelle salamoie è importante la purezza e la qualità dell'acqua utilizzata: la presenza di composti diversi dal NaCl (cloruro di sodio), può essere causa di inconvenienti di varia natura; per esempio i sali di magnesio conferiscono sapore amaro, il rame e il ferro determinano ingiallimento dei vegetali verdi oppure imbrunimenti reagendo con i tannini.

## Usi

### Culinario

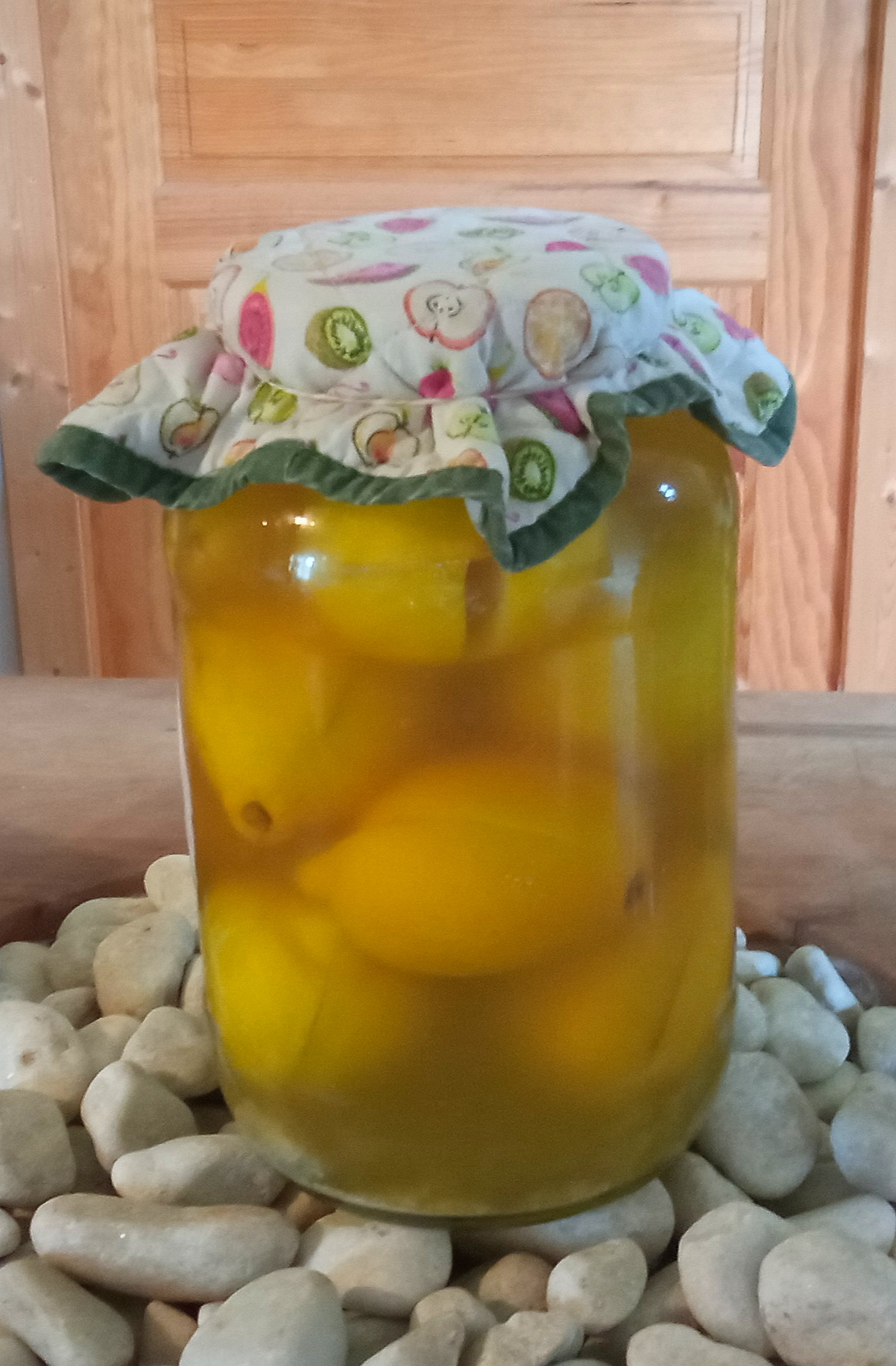
Dei limoni conservati in salamoia

La salamoia costituisce un semplice mezzo per la conservazione dei cibi utilizzato industrialmente nella preparazione di cibi preconfezionati e diffuso anche in ambito casalingo, perché il suo effetto osmotico preserva gli alimenti dal degenerarsi per azione batterica, inibendone lo sviluppo. Spesso il sale è utilizzato sotto forma di salamoie con concentrazione variabile a seconda degli scopi. 
La salagione rappresenta uno dei metodi più antichi utilizzati per la conservazione degli alimenti. I Romani costruirono la Via Salaria, una strada consolare, per potersi approvvigionare di sale dal mare Adriatico.

### Produzione di cloro
La produzione di cloro avviene inserendo degli elettrodi all'interno della salamoia , aventi differenza di potenziale di almeno 1.5 volt ,si noteranno delle bolle formate , sul  catodo ci sarà fuoriuscita di idrogeno , sull'anodo invece ci sarà fuoriuscita di cloro e una piccola quantità di ossigeno.

## Materiali
Le salamoie sono fortemente corrosive per cui il materiale che viene in contatto con esse deve essere resistente alla corrosione. I metalli simili al ferro più resistenti sono in ordine di efficacia:
- nichel e cobalto;
- le loro leghe non ferrose come l'Inconel e il monel;
- gli acciai inossidabili austenitici come l'AISI 316;

inoltre il PVC e altri materiali plastici idonei presentano buona resistenza alle salamoie.